# Плодові дерева

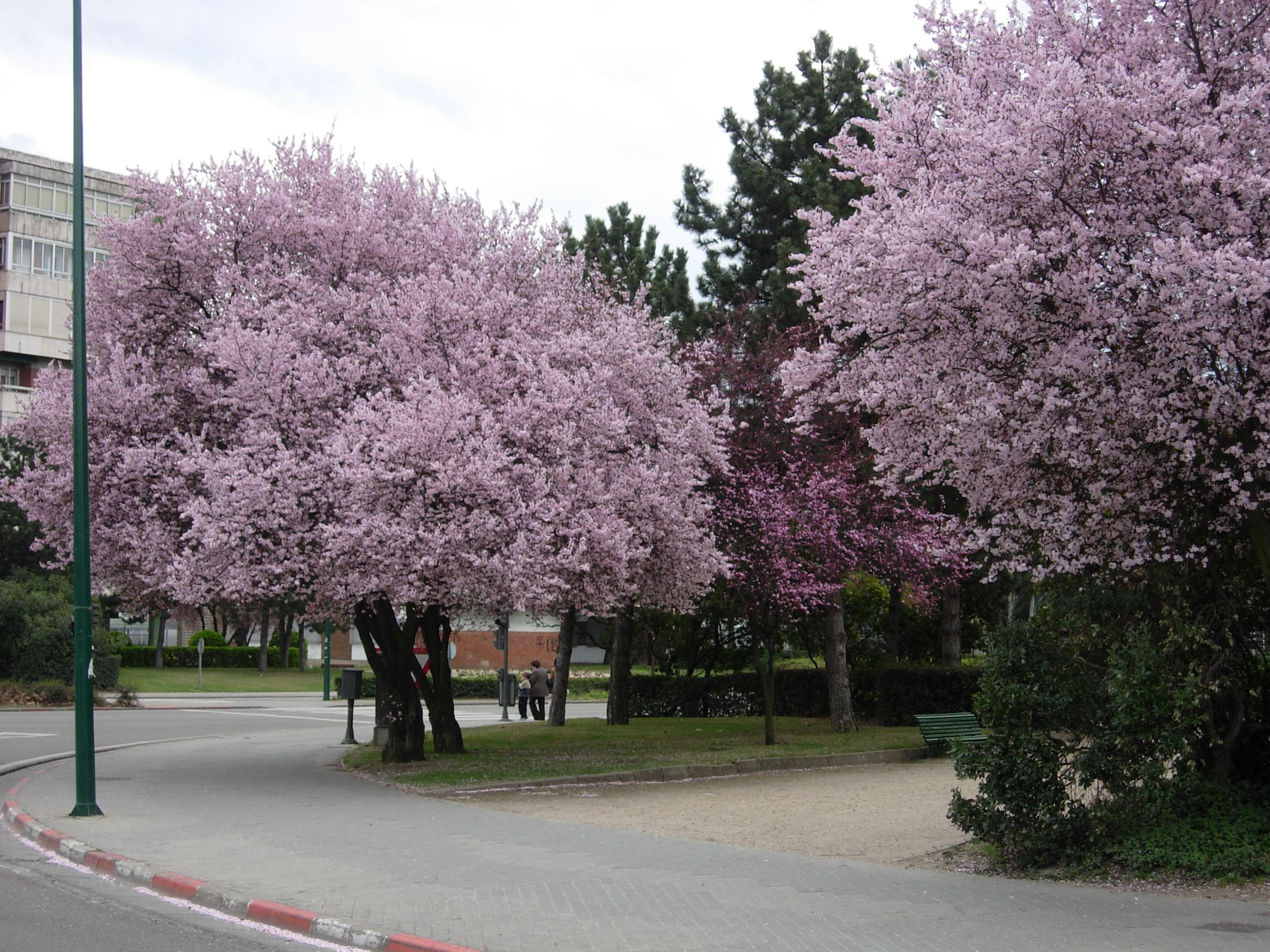
Квітучі плодові дерева

Плодо́ві дере́ва або плодоно́сні дере́ва є представниками групи дикорослих та вирощувальних плодових та ягідних культур — рослин, з яких збирають багаті на цукор соковиті й тверді їстівні плоди. Плодові дерева є одними з найпопулярніших видів дерев на планеті, які дають плоди, фрукти й тому подібне, наприклад: зерняткові, до складу яких відносять яблуні й груші та кісточкові, до складу яких відносять персики (або нектарини), мигдаль, абрикоси, сливи й вишні.

## Клада Евдикоти: Розиди

### Порядок Букоцвіті (Fagales)

#### Родина Березові (Betulaceae)
| Зображення | Назва                              | Опис | Поширення |
| ---------- | ---------------------------------- | --- | --- |
|            | Ліщина звичайна (Corylus avellana) | Деревоподібний кущ 2—4 м заввишки, багаторічна однодомна (що має на різних гілках тичинкові й маточкові квітки) рослина родини Березових, відома також під народними назвами горі́шник, орішина, лісови́й горі́х. Плід — горіх 15–20 мм завширшки, вкритий дуже коротким опушенням та обгорнутий трубчастою зеленою плюскою, схожою на зрослі листки. Фундук — це окультурена форма ліщини, найкращий сорт ліщини. | Поширена по всій Україні, крім крайнього півдня. Можлива в культурах. Райони заготівель — Київська, Вінницька, Сумська, Полтавська, Кіровоградська, Черкаська області, південна частина Волинської, Рівненської та Житомирської областей. До Греції та Риму (де ліщину обробляли в стародавні часи) її завезли з Кавказу. |

#### Родина Букові (Fagaceae)
| Зображення | Назва | Опис | Поширення |
| ---------- | --- | --- | --- |
|            | Каштан (Castanea) — рід рослин родини Букових — дерева заввишки до 50 м, або чагарники, інколи карликові (до 35 см). Рід об'єднує 8 близьких між собою видів, поширених у країнах Середземномор'я, Гімалаях, у Північній Америці, на Кавказі. Один вид зростає на Чорноморському узбережжі Кавказу й у Закавказзі, а в Україні культивується. Гілки простерті, молоді — опушені, червонувато-бурі. Листки широколанцетні, шилоподібнозагострені, по краю пилчасто-зубчасті. Суцвіття — вгору спрямовані довгі сережки, що розвиваються після з'явлення листків. Тичинкові квітки жовтуваті, зібрані 3–7 квітковими дихазіями, що сидять у пазухах приквітків. Маточкові квітки зеленуваті, здебільшого по три, оточені спільною обгорткою й розміщені або в окремих сережках, або в нижній частині спільних з тичинковими квітками сережок, оцвітина 5–6-лопатева. Обгортка при плодах шкіряста, шипувата, з одним–трьома горіхами. | | |
|            | Каштан їстівний (Castanea sativa) | Багаторічна листопадна рослина родини Букових. Цінна медоносна, горіхоплідна, декоративна культура. Інші назви — кашта́н соло́дкий, кашта́н спра́вжній, кашта́н благоро́дний. Дерево заввишки 20–35 м, діаметр стовбура може сягати 2 м, зрідка може набувати форми чагарника. У молодих рослин стовбур прямий, з гладкою корою. Крона каштана їстівного розлога, правильної яйцеподібної або овальної форми, сягає 18–20 м у перетині. Плоди каштана — горіхи, що містяться в колючій плюсці в кількості від 1 до 3 штук, мають блискучу, переважно голу, шкірно-деревнисту оболонку коричневого кольору. | Каштан їстівний поступово розповсюджується з рівнин Закарпаття в карпатські ліси до висоти 600 м. Застосовуючи ступінчасту акліматизацію, був перенесений у дендропарк та лісгоспзаг Львівського лісотехнічного інституту. У дендропарку ще в 1949 р. успішно акліматизувався, плодоносить, дає схоже насіння. |

#### Родина Горіхові (Juglandaceae)
| Зображення | Назва                                     | Опис | Поширення |
| ---------- | ----------------------------------------- | --- | --- |
|            | Горіх волоський (Juglans regia)           | Також горіх грецький — високе могутнє дерево родини горіхових (Juglandaceae) (до 30—35 м заввишки) з кулеподібною, розлогою кроною. Стовбур товстий і гіллястий, вкритий ясно-сірою корою з поздовжніми тріщинами. Листки великі, чергові (20–40 см завдовжки), непарноперисті з 7—11 листочками, з яких верхній найбільший. Квітки одностатеві, рослина однодомна. Плід — несправжня кістянка різноманітної форми (від округлої до яйцеподібної; до 5 см завдовжки, до 3 см завширшки), зверху покрита зеленою зовнішньою оболонкою, яка зелена та м'ясиста, внутрішня оболонка — дерев'яниста, зморшкувата, ребриста. Вирощується задля цінних їстівних плодів (горіхів) та деревини; може використовуватися як лікарська рослина. | В Україні поширений у садово-паркових культурах, у лісових насадженнях як плодова супутня порода, в лісосмугах і придорожніх посадках — основні насадження розміщені в Чернівецькій і Кримській областях. |
|            | Горіх маньчжурський (Juglans mandshurica) | Горіх маньчжурський — дерево з родини горіхових (Juglandaceae). Цвіте у травні, плоди достигають у вересні. | Природний ареал — Східна Азія (Китай, Північна Корея, Тайвань). |
|            | Пекан (Carya illinoinensis)               | Пекан є найбільшим деревом рослин родини Горіхові. Досягає висоти 50-65 м і до 2,5 м у діаметрі, а максимального віку 500 років. Стовбур дерева прямий з високо піднятою округло-конічною кроною. Кора стовбура й товстих гілок сірокоричнева, розтріскується, тріщини поздовжні або злегка звивисті, до 2 см глибини. Деревина стовбура дуже міцна та придатна для виготовлення меблів, гнутих виробів, фанери та інше. Плід — несправжня кістянка складається з твердого м'ясистого перикарпу, засихає й розтріскується при дозріванні поздовжньо на 4 частки й тонкодерев'янистого ендокарпа, у якому міститься зародок. У китиці — від 3 до 10 плодів.                                                                           | Ростуть у південно-центральній Північній Америці, у Мексиці від Коауїла південь Халіско і Веракрус, в США від півдня штату Айова, Іллінойс, Міссурі й Індіана до Вірджинії, південно-західного штату Огайо, на південь через Джорджію, Алабаму, Міссісіпі, Луїзіану, Техас, Оклахому, Арканзас і Флориду, і на захід, у Нью-Мексико. Культура пекана на території України цілком можлива. Найпридатніші для вирощування — південні, південно-західні й західні райони країни. Пекан швидко зростає при періодичному поливі, однак і в неполивних умовах він росте добре. |

### Порядок: Миртоцвіті (Myrtales)

#### Родина: Плакунові (Lythraceae)
| Зображення | Назва | Опис | Поширення |
| ---------- | --- | --- | --- |
|            | Плакунові (Lythraceae) — родина рослин порядку миртоцвітих (Myrtales), що складається з 32 родів і приблизно 500—600 видів. Представники родини поширені по всій земній кулі, з найбільшим різноманіттям у тропіках. Серед представників родини трапляються, в основному, трав'янисті рослини, рідше чагарники та дерева. Згідно з APG II до цієї родини входить рід Гранат (Punica), який у попередніх класифікаційних системах виділявся в монотипну родину Гранатові (Punicaceae). | | |
|            | Гранатове дерево (Punica) | Гранатове дерево або Гранат (Punica) — рід чагарників та невеликих дерев родини гранатових (Punicaceae) з розлогою кроною та темно-зеленим листям. Квіти червоні і яскраво виділяються на зеленому тлі. Плід має назву гранат. Кулька плоду розділена всередині на 6–12 гнізд із численним насінням у гранчастому червонуватому м'якуші. | Ботанічною батьківщиною гранатового дерева вважають Іран (Персію) та землі Закавказзя. Воно й досі трапляється там як дикі зарості. Із сивої давнини гранатові дерева вирощували в країнах Середземномор'я, у Криму, у Середній Азії. Окрім цих районів гранатові дерева акліматизовані в країнах Центральної Америки. Є 2 види — гранат звичайний (Punica granatum) та гранат протопуніка (Punica protopunica) — ендемік острова Сокотра в Індійському океані, який має рожеві, а не червоні квіти та не такі солодкі плоди. Культивується лише гранат звичайний. |

### Порядок: Розоцвіті (Rosales)

#### Родина: Маслинкові (Elaeagnaceae)
| Зображення | Назва                                    | Опис | Поширення |
| ---------- | ---------------------------------------- | --- | --- |
|            | Обліпиха звичайна (Hippophae rhamnoides) | Обліпиха звичайна (щець звичайний) — кущ родини лохових (Elaeagnaceae) (маслинкових) висотою 0,5—4 м, рідше деревце заввишки до 10 м, з колючими гілками, вкритими сірою корою. Здатна переносити надлишкове перезволоження і навіть тривалі періоди затоплення, добре росте на ділянках з високим рівнем ґрунтових вод і проточним зволоженням. Завдяки кореневим пагонам-зачаткам утворює широкі зарості. Належить до морозостійких світлолюбних порід, що проявляється з першого року її життя. У плодоносних дерев відбувається щорічне всихання нижніх гілок і гілочок, що призводить до саморозріднення крони дерева і зміщення плодоносної зони на периферію. Рослина дводомна, вітрозапильна. Квітки одностатеві. Цвіте у травні, плоди достигають у вересні. | Поширена на Кавказі, південній частині лісової і степової зони Сибіру, у горах Середньої Азії (Тянь-Шань, Паміро-Алай, Джунгарський Алатау, Тарбагатай, Саурський хребет), Алтай, Східні Саяни. Зростає в Калінінградській області. В Україні у природному стані росте по берегах річок і озер як домішка до вербово-тополевих заплавних лісів, також у дельті Дунаю (Одеська область), де на піщаних кучугурах створює густі зарості. Культивується по всій Україні в полезахисних смугах, у захисних насадженнях уздовж доріг, у садах і парках. |

#### Родина: Жостерові (Rhamnaceae)
| Зображення | Назва                               | Опис | Поширення |
| ---------- | ----------------------------------- | --- | --- |
|            | Зизифус звичайний (Ziziphus jujuba) | Дерево-кущ висотою від трьох до десяти метрів, з колючою розлогою або пірамідальною кроною. Плід — соковита, напівнижня синкарпна кістянка. В залежності від сорту плоди мають різну величину і форму: грушоподібну, яблукоподібну, кулясту, довгасту, циліндричну. Плоди зизифуса на смак кислувато-солодкі або солодкі, в окремих культурних сортів їх розміри досягають 3х5 см. | Субтропічна плодова культура, яку в Китаї вирощують вже більше п'яти тисяч років. Звідти він попав у Середземноморські країни. Наявні промислові насадження і в Криму. Але в Україні ним активно займаються переважно садоводи-аматори. |

#### Родина: Розові (Rosaceae)

##### Підродина: Яблуневі (Maloideae)
| Зображення | Назва | Опис | Поширення |
| ---------- | --- | --- | --- |
|            | Айва (Cydonia oblonga) | Багатостовбурний чагарник або невелике плодове дерево до 7 метрів у висоту, плоди багатосім'яні зерняткові ароматні, м'якуш жовтий, форма коливається від округлої до грушоподібної. | Батьківщиною вважаються Кавказ і Середня Азія. Культивується в Північній та Південній Америці, Іспанії, на Балканах, Кавказі, у Нижньому Поволжі, Середній Азії, Молдові. В Україні — головно на півдні, а також у Закарпатті. |
|            | Глід (Crataegus, від грец. κραθαιος — «міцний») — рід чагарників або рідше невисоких дерев, пагони яких забезпечені більш-менш добре розвиненими колючками, родини розових (Rosaceae). Плід (так зване кісточкове яблуко або кістянкоподібний) часто кулястий, яйцеподібний або грушеподібний, більшою частиною червоний, оранжево-бурий або чорний. Орієнтовно 200 (за іншими даними, понад 1000) поліморфних видів, дико ростуть у помірних областях Північної Америки та Євразії. Плоди деяких видів глоду їстівні; щільна деревина придатна для дрібних виробів. Багато видів декоративні: частина з них добре витримують стрижку й забезпечені розвиненими колючками, у зв'язку з чим використовуються в живоплотах. Рідкий екстракт із плодів або настій з квіток глоду колючого і глоду криваво-червоного містить органічні кислоти, вітаміни; застосовують у лікуванні деяких розладів та неврозів. | | |
|            | Глід одноматочковий (Crataegus monogyna) | Кущ або невелике деревце 3—7 метрів заввишки з колючими червонувато-коричневими гілками. Плід — видовжено-яйцеподібний, рідше кулястий (8 — 10 мм завдовжки), червоний, коричнево-червоний або жовтуватий, з однією кісточкою й солодкуватим м'якушем. | Поширений по всій Україні. Для промислової заготівлі придатні всі види глоду, що зростають в Україні. |
|            | Глід п'ятиматочковий (Crataegus pentagyna) | Кущ або невелике деревце (3—4 м). Відрізняється від глоду одноматочкового чорними плодами (6—12 мм у діаметрі), м'якуш плодів червоний з трьома–п'ятьма майже гладенькими тригранними кісточками. | Росте у світлих лісах та на узліссях по всій території України. |
|            | Глід український (Crataegus ucrainica) | Багаторічна рослина: кущ або дерево заввишки 2—4 м. Бічні безплідні пагони перетворюються у тонкі, довгі (12—20 мм) колючки, частково вкриті листям. Плоди майже кулясті (8—12 мм завдовжки), темно-червоні, більш-менш опушені, зазвичай з двома кісточками. | Цей вид рослин росте виключно в межах України. Ареал охоплює Прикарпаття, лісові й лісостепові райони в середній і верхній течії Дніпра. Глід український зростає у листяних і мішаних лісах, на узліссях, по берегах річок. |
|            | Гороби́на (Sorbus) — рід рослин родини розових. Це листопадні дерева або кущі з перистими або простими листками. Плоди кулясті або овальні, червоно-жовті, або коричневі, зрідка білі. Цінна плодова, лікарська і декоративна рослина. Приблизно 100 видів, гібридів і форм росте в районах з помірним кліматом у північній півкулі. В Україні є вісім видів, серед них найбільше поширена горобина звичайна з яскраво-червоними плодами. На Поділлі й у Карпатах росте берека — високе дерево з цінною деревиною й буро-жовтими плодами. У парках і садах, а також у гірських лісах Криму трапляється горобина домашня (Sorbus domestica) — дерево з великими грушоподібними або кулястими їстівними плодами. Тут же росте кілька близьких кущових видів горобини — горобина кримська (Sorbus taurica), горобина грецька (Sorbus graeca) та інші.                                                           | | |
|            | Гру́ша (Pyrus) — рід плодових і декоративних дерев та кущів. Рід включає 33 види, що розподілені по двох підродах (секціях) — Pashia й Pyrus. Сорти груші, як і яблуні, діляться на літні, осінні й зимові. Деякі види груш вирощують як декоративні або плодові дерева. | | |
|            | Груша звичайна (Pyrus communis) | Також груша дика або дичка — плодове дерево 20—30 метрів у висоту. Родоначальниця багатьох культурних сортів — тіньовитривала, солевитривала, зимостійка рослина. Гілки бурувато-сірі, блискучі, часто з укороченими колючими пагонами. Плоди мінливі за формою (1,5—4 см завдовжки, 1,5—2 см завширшки), зелені або жовтуваті. | Поширена по всій Україні, крім крайнього Степу. Райони заготівель: Волинська, Житомирська, Рівненська, Сумська, Харківська, Чернігівська області, Прикарпаття, Закарпаття, а також у штучних насадженнях Донбасу, Вінницької, Київської, Черкаської та інших областей. Запаси сировини значні. Дика груша трапляється в широколистяних, рідше — у хвойних лісах або в чагарникових заростях. |
|            | Ірга́ також Коринка або Бішмула́ (Amelánchier) — рід рослин триби Яблуневі (Maleae) родини Розові (Rosaceae). Багаторічна листопадна рослина: кущ або невелике плодове дерево, плід — ягода синювато-чорного або червонувато-фіолетового кольору, із сизим нальотом, діаметром до 10 мм, їстівна, солодка, достигає в липні — серпні. Відомі 19 видів ірги, які ростуть у помірному поясі Північної півкулі. | | |
|            | Кизильник (Cotoneaster) — рід листопадних або вічнозелених чагарників або невеликих дерев. Листки невеликі, прості, чергові, цілокраї, яйцеподібні, влітку темно-зелені, восени — червоніють (найчастіше блискучі). Квітки білі або рожеві, дрібні, в щитках, китицях або поодинокі. Плоди — маленькі, червоні або чорні яблука з 2—5 кісточками (плоди деяких видів їстівні). За даними GRIN, рід Cotoneaster налічує приблизно 200 видів. Представники роду в дикому вигляді зростає в Євразії та Північній Америці. | | |
|            | Локва (Eriobotrya) | Або Японська мушмула звичайна — невелике південне плодове дерево або кущ заввишки 3—6 метрів з ланцетним листям, великими білими квітами й невеликими жовтими яблуко- або грушоподібними плодами. | Батьківщиною мушмули вважають Китай. З давніх часів культивується в Японії, звідки й походить її назва. Трапляється також в Індії, Пакистані, Туреччині, Італії та в інших країнах. В Україні можна побачити мушмулу субтропічну (японську, або локват) лише на південному березі Криму. |
|            | Мушмула (Mespilus germanica) | Також Мушмула німецька або чишкун звичайний — плодове дерево або кущ 3—4 метрів заввишки. Свою назву мушмула німецька (або «германська») отримала випадково, бо це дерево походить з Південно-Західної Азії й Південно-Східної Європи та було завезено до Німеччини римлянами. Мушмулі германській необхідне тепле літо і м'яка зима. Дико росте в південному Криму — за ідеальних умов виростає до 8 м, але частіше це дерево 2—5 метрів заввишки. Плід краснувато-коричневого кольору, діаметром 2—3 см, з розгорнутими постійними чашолистками, що надають йому порожнистого вигляду. Плоди мушмули німецької тверді та кислі, але придатні до вживання в їжу лише після підзаморозки або тривалого зберігання (у тому випадку якщо плоди знімаються з дерева до настання заморозків). При цьому вони стають солодкими та м'якими. | Мушмула в дикому виді росте на південному березі Криму, в Грузії, Вірменії та Азербайджані. В Алжирі дуже часто трапляється в садах будинків колоніальних часів у передмістях великих міст. Поодинокі рослини трапляються в садозахисних насадженнях центральних районів України (наприклад, у місті Умань, куди рослину було завезено в радянські часи як слаборослу підщепу для груші).    |
|            | Яблуня (Malus) — рід листопадних дерев і кущів 4—12 метрів заввишки, зі щільною кроною з кулеподібними солодкими чи кисло-солодкими плодами. Рід налічує до 55 біологічних видів. | | |

##### Підродина: Мигдалеві (Amygdaloideae)
| Зображення | Назва | Опис | Поширення |
| ---------- | --- | --- | --- |
|            | Слива (рід) (Prunus) — рід листопадних плодових кісточкових рослин, включає такі види як слива домашня, вишня, персик, абрикос, мигдаль та інші. Плоди всіх видів роду Prunus — кістянка з порівняно великою кісточкою.                                                                                                 | | |
|            | Абрико́са (Prunus armeniaca) | Абрикоса [абрикос — так варто називати лише сам плід абрикоси] (Prunus armeniaca, також Armeniaca vulgaris, жерделя, мореля) — плодове дерево роду слива. Абрикосові дерева мають щільну міцну деревину, дуже швидко ростуть. Плід — округла або обернено яйцеподібна соковито-м'ясиста кістянка (до 3 см у діаметрі), жовтого або червонувато-жовтого кольору з червонуватим рум'янцем та повстистим опушенням. | У дикому стані абрикоса трапляється на Кавказі, у Туркменістані. В Україні вирощують як промислову культуру в південних областях, рідше — у Лісостепу й на Поліссі. Батьківщина культурної форми — Середня Азія та Китай. Є 8 видів, ростуть переважно в Азії, тривалий час вирощувалися в Вірменії, звідки потрапили в Європу й Америку (звідки латинська назва «Armeniaca» — «вірменська слива»).                                                                                               |
|            | Алича́ (Prunus cerasifera) | Алича (Prunus cerasifera або Prunus divaricata) — плодове дерево родини Розових, роду Слива, висота 4—10 метрів. Цвіте наприкінці березня — на початку квітня, медопродуктивність до 40 кг/га. Плоди невеликі, жовті, рідше — рожеві або червоні, округлі, кислуваті. У дикому стані росте на Кавказі, в Криму, Молдові, Середній Азії, на Балканах. Плоди невеликі, жовті, рідше — рожеві або червоні, округлі, кислуваті. | У дикому вигляді й у культурі алича поширена в гористій місцевості на Тянь-Шані, Балканах, в Середній і Малій Азії, в Ірані, на Північному Кавказі й Закавказзі, в Молдові й на півдні України. У Криму виведено низку великоплідних аличово-сливових гібридів (Сунична, Десертна та ін.). Крім того, Алича використовується як підщепа для сливи, персика та абрикоса. Найкращими є сорти Нікітського ботанічного саду: Десертна, Василевська, Красуня, Люша вишнева та ін.                      |
|            | Вишня (Cerasus) — підрід рослин із підродини Мигдалеві. Здебільшого плоди видів із цього підроду їстівні. Щорічне світове виробництво (станом на 2007) культурних вишневих плодів сягає близько двох мільйонів тонн. Приблизно 40 % світового виробництва відбувається в Європі й приблизно 13 % — у Сполучених Штатах. | | |
|            | Магале́бська ви́шня (Prunus mahaleb) | Або Анти́пка — багаторічна рослина родини Розових. Декоративне та медоносне дерево, плоди якого мають обмежене застосування в кулінарії. Кущ, іноді невелике дерево 2—4, зрідка до 10 метрів заввишки, має широку крону. Попри невелику висоту стовбур у старих особин може сягати 40 см завтовшки. Кора сіра з добре помітними сочевичками на молодих гілках та дрібними тріщинками на старих. Листки гладкі, блискучі, із пильчастим краєм, 15—5 см завдовжки[джерело?]. Квіти білі, численні, завширшки до 1 см, зібрані в негусті суцвіття. Плоди — дрібні, чорні, терпкі на смак ягоди. На відміну від культурних вишень ягоди антипки не придатні до споживання, втім у країнах Середземномор'я розмелене насіння магалебської вишні використовують як ароматичну та смакову приправу до тіста. В інших регіонах її використовують переважно як підщепу для культурних сортів вишні та черешні.                                                                   | Природний ареал антипки охоплює країни Середземномор'я, де вона зростає на теренах Марокко, Іспанії, Греції, Туреччини, а також на Балканському півострові. З часом він поширився і на країни Центральної та Східної Європи, зокрема, Німеччину, Угорщину. В Україні антипка поширена на заході Поділля та в Криму. |
|            | Вишня звичайна (Prunus cerasus) | Рослина роду Слива родини Розових (Rosaceae), що вирощується як плодове дерево або чагарник, сягає до 10 метрів у висоту. Листя черешкові, широкоеліптічні, загострені, темно-зелені зверху, знизу світліше, досягають у довжину 8 см. Квіти білого кольору, зібрані в суцвіття по 2—3 квітки. Плід — кисло-солодкий, куляста кістянка, до 1 см у діаметрі. | Трапляється тільки в культурі. Деякі біологи вважають вишню звичайну природним гібридом вишні степової та черешні, який виник і багаторазово повторювався в місцях спільного зростання материнських видів. |
|            | Вишня степова (Prúnus fruticósa) | Або кущова — дерево (кущ) родини Розових заввишки 0,2—2 м, найчастіше бувають 1—1,6 м заввишки. Листки вишні степової дрібні, цілісні, подібні до листків Вишні звичайної, квітки теж дрібні, зібрані в коротенькі зонтикоподібні 3—4-квіткові суцвіття на кінцях дуже коротких пазушних пагонів. Плід — округлояйцеподібна, червона або темно-червона кістянка. | Росте на степових ділянках, узліссях, схилах, серед чагарників. Культивується здавна, її дуже цінують садівники як матеріал для гібридизації. |
|            | Черешня (Prunus avium) | Один із видів з підроду Вишні її плід — солодка, куляста або злегка серцеподібна чорна, жовта або червона кістянка, у дикорослих дрібніша, ніж у культурних, до 2,5 см у діаметрі. Листя коротко загострені, еліптичні-яйцеподібні, пильчаті, злегка зморщені, черешки з двома залозками в основі платівки, довжиною до 16 см. Черешня цвіте у квітні — травні. Білі квіти у суцвітті. Черешня — типова перехреснозапильна культура, тобто для отримання якісного врожаю потрібно поруч садити кілька різних сортів і забезпечувати їх комахами-запилювачами (бджолами). | Черешня дико росте серед іншого в Україні, у Молдові, на Кавказі. Культивують черешню у всіх частинах світу (в Україні найбільше поширена в південній і центральній частині, у степу та в південно-західній частині лісостепу. Особливо поширені черешні на піщаних ґрунтах Мелітопільщини). |
|            | Лаврови́шня (Prunus laurocerasus) | Вічнозелена рослина родини Розових. Має вигляд кущів або дерев 2—6 м заввишки з великими жорсткими шкірястими і темно-зеленими листками. Плід їстівний, насіння отруйне, містить синильну кислоту. | Росте головним чином в теплих і помірних регіонах Євразії та Америки. |
|            | Мигда́ль (Prunus dulcis) | Або Миґда́ль — кущ або невелике дерево з червонуватими гілочками роду Слива (Prunus), часто класифікується до підроду мигдаль (Amygdalus). Дуже світлолюбний, вельми посухостійкий завдяки добре розвиненій кореневій системі й економній транспірації. Росте невеликими групами з 3—4 дерев, що ростуть на відстані 5—7 метрів одне від одного на кам'янистих і щебенистих схилах на висоті від 800 до 1600 м над рівнем моря, надає перевагу багатим на кальцій ґрунтам. Досягає у висоту 3 — 8 м, з ланцетовим листям (схожий на черешню). Плід — шкіряста, вкрита волосками кістянка, що розтріскується при дозріванні. В Україні солодкий культурний мигдаль вирощується переважно в Криму. Також термін «мигдаль» часто стосується їстівних плодів-сім'янок цих рослин, заради яких вони культивуються. З насіння мигдалю холодним або гарячим пресуванням отримують олію. Мигдалева олія використовується у харчовій, парфумерній, фармацевтичній промисловості. | Батьківщина рослини — Близький Схід і прилеглі райони, включаючи Середземномор'я та Середню Азію. У цих районах культивування мигдалю почалося за багато сторіч до нашої ери. Нині найбільші насадження мигдалю ростуть в області Середземномор'я, Китаї, США, Середній Азії, Криму та на Кавказі. 82 % усього мигдалю у світі походить з американського штату Каліфорнія, де він є ключовим складником експорту сільськогосподарської продукції.                                                 |
|            | Пе́рсик (Prunus persica) | Досл. з лат.: «Перська слива», також Нектарин — багаторічне листопадне дерево заввишки 5—10 метрів родини Розових, споріднена із мигдалем. Листя ланцетне, із зубчастим краєм, 7—15 см завдовжки і 2—3 см завширшки. Квітки двостатеві, актиноморфні, запашні, завширшки 2,5—3 см, розташовані поодинці або попарно. Оцвітина п'ятичленна, пелюстки яскраво-рожеві, рідше — блідо-рожеві, червоні, білі. Плід — опушена куляста кістянка з добре помітною борозенкою на одному боці та єдиною великою насіниною (кісточкою, що легко відділяється, і з невіддільною від м'якуша кісточкою). Вельми популярна і поширена плодова культура, яка також використовується як олійна, лікарська і декоративна. Найбільш великоплідна порода з кісточкових. | Персик здавна ріс у здичавілому стані в північно-західній Індії. У Персії й середземноморському регіоні він з'явився завдяки торгівлі Шовковим шляхом ще у дохристиянські часи. Поширені в Китаї, Японії та сусідніх азійських країнах. У Європі та Північній Америці поширені менше. |
|            | Слива домашня (Prúnus doméstica) | Або звичайна — плодова рослина роду Слива підродини Мигдалеві родини Розові. Плодове дерево заввишки 6 — 16 м. Крона піднята або розлога, гілки прямі, в основному гладкі, але окремі форми мають невеликі колючки. Бруньки розпускаються пізніше від інших листяних дерев або водночас із ними. Квітки зібрані в прості зонтики. Цвіте слива у травні. Медопродуктивність сливи у сприятливі роки сягає 16–37 кг з 1 га. Плоди — м'ясисті кістянки різної форми (овальної, приплюснуто-овальної, видовжено-овальної) та кольору (зеленого, жовтого, червоного, або фіолетового із сизим нальотом), завжди із добре помітною борозенкою, зазвичай 20 — 30 г ваги. За сприятливих умов С. дає високі врожаї до 10 — 15 т з 1 га. | Географічним центром походження домашньої сливи можна вважати територію, що простирається від Східного Кавказу до східного узбережжя Адріатичного моря, включно з Балканським півостровом і Малою Азією. В Україні вирощують повсюдно, найбільше на сх. Поділлі, Покутті, Закарпатті, Харківщині й Кубані. За переписом садів 1970 в УРСР було приблизно 50 млн плодових слив (15,5 % плодових дерев, після яблуні — 46,5 % і вишні — 20,4 %) на бл. 130 000 га.                                  |
|            | Терносли́ва (Prunus domestica subsp. insititia) | Плодовий кущ або дерево із роду Слива (Prunus) родини Розові. За нинішніх часів вважається підвидом сливи домашньої — Prunus domestica subsp. insititia. — великий листопадний кущ або невелике дерево, висота якого не перевищує 6 метрів, колюче. Молоді гілки коричневого кольору, протягом першого року помітно опушені, потім стають чорно-коричневими. Листки мають оберненояйцеподібні або еліпсоїдні обриси, 3—8 см завдовжки й 2—4 см завширшки, звужуються до основи, із загостреним або притупленим кінчиком, оксамитні, потім оголюються, темно-зелені, із помітними прожилками. Край пластинки дрібнозубчастий. Квіти поодинокі або зібрані по 2—3 в суцвіття. Цвіте в квітні й травні, бджоли збирають нектар. Плід — яйцеподібна, загострена до одного кінця кістянка до 4 см у діаметрі, зеленого кольору, при дозріванні стає фіолетово-чорною, м'якуш жовто-зелений, соковитий.                                                                      | Батьківщина терносливи — Південно-Західна Азія і Південна Європа. Увійшла до культури вирощування від Далекого Сходу Росії до Центральної Європи та західної Франції. Вирощується як плодове дерево в Європі, Західній Азії, Індії, Північній Африці й Північній Америці. |
|            | Те́рен (Prunus moldavica) | Або Те́рен колю́чий (Prunus spinosa; місцеві назви — слива колюча, тернина, тернослив тощо) — вид рослин із родини Розових (Rosaceae). Гіллястий кущ (1—4 м заввишки) або невелике деревце із широкояйцеподібною кроною, темно-сірою корою й численними колючками. Листки чергові видовжені або видовжено-оберненояйцеподібні (2—5 см завдовжки, 1—1,8 см завширшки), при основі клиноподібні, городчасто-пилчасті, зубчики залозисті. Квітки 0,6—1 см у діаметрі. Плід — кістянка куляста або округло-конічна, соковита, однонасінна (10—12 мм завдовжки), чорна з восковим нальотом. Кісточка сплюснута, яйцеподібна, зморшкувата, погано відділяється від м'якуша. | Росте на узліссях, по чагарниках, балках, долинах річок. Поширений у Закарпатті, Карпатах, Розточчі — Опіллі, в західному Поліссі й північному Лісостепу, у степу й Криму замінюється терном степовим. Райони заготівель — Київська, Вінницька, Черкаська, Полтавська, Харківська, Сумська, Хмельницька, Тернопільська, Львівська, Івано-Франківська області, у Кримській, Херсонській, Запорізькій, Миколаївській; Кіровоградській, Донецькій, Луганській областях можна збирати терен степовий. |
|            | Чере́мха звича́йна (Prunus padus) | Місцева назва: черемшина — рослина родини Розових (Rosaceae) роду Слива (Prunus) — невисоке (2—10 м заввишки) дерево або високий кущ. Кора — сірувато-чорна, з помітними сочевичками на ній. Пагони — ясно-зелені або коричнево-червоні, блискучі. Листки — чергові, тонкі, видовженоеліптичні (5—12 см завдовжки, 2—6 см завширшки), зверху голі, знизу по жилках опушені, дрібнопилчасті, до вершини загострені. Черешки — короткі, біля основи пластинки мають дві маленькі залозки, прилистки лінійно-шилоподібні, залозисто-зубчасті, рано опадають. Квітки черемхи — пахучі, численні, розміщені на голих квітконіжках у густих пониклих китицях 10—15 см завдовжки. Плід — однонасінна куляста кістянка (8—10 мм у діаметрі), чорна, блискуча; кісточка округлояйцеподібна, складчаста. | Черемха звичайна росте у підліску або другому ярусі мішаних і листяних лісів, по чагарниках, уздовж річок і озер, по ярах і заплавних луках. Поширена майже по всій Україні, крім степу і Криму. Райони заготівель — Волинська, Рівненська, Житомирська, Київська, Чернігівська, Сумська, Харківська, Хмельницька. Тернопільська, Чернівецька, Івано-Франківська, Львівська, Закарпатська області.                                                                                                |

#### Родина: Шовковицеві або тутові (Moraceae)
| Зображення | Назва | Опис | Поширення |
| ---------- | --- | --- | --- |
|            | Шовковиця або тутове дерево (Mórus) — рід рослин родини шовковицевих; дерева або кущі. Відомо понад 10 видів, поширених у помірній та субтропічній зонах, у дикому стані і в культурі. В Україні найбільше значення мають Шовковиця чорна і Шовковиця біла. Листям шовковиці вигодовують гусінь шовковичного шовкопряда [На зображенні зліва: Шовковиця чорна та шовковичний шовкопряд (Bombyx mori)].                          | | |
|            | Шовковиця біла (Mórus alba) | Дерева до 15—20 м заввишки з густою округлою кроною, однодомні, квітки роздільностатеві. Плід — горішки; на час достигання плодів оцвітина стає м'ясистою, а квітки зростаються між собою, утворюючи овальне біле або червонувате, ягодоподібне супліддя. Плоди достигають у липні — серпні. | Шовковицю білу культивують у садах і парках. |
|            | Шовковиця чорна (Mórus nígra) | Листопадне дерево з крислатою кроною, до 10 м заввишки, відоме в культурі (вирощують заради смачних плодів та деревини). | Широко розповсюджене на Кавказі, в Середній Азії, Молдові, Криму та Україні. |
|            | Шовковиця червона (Mórus rubra) | Дерево до 20 м заввишки, з коричнево-бурою корою та шатровидою кроною, батьківщина — Північна Америка. Також має декоративну форму: повстяну (лат. f. Tomentosa) — з біло-повстяним листям з нижнього боку. | Ареал шовковиці червоної відбувається зі східної частини Північної Америки. Там вона росте від Онтаріо і Вермонта до Флориди, Техасу і Південної Дакоти. |
|            | Фі́кус (Ficus) — рід рослин родини Шовковицевих (Moraceae). Включає близько 800 видів дерев, кущів, ліан, епіфітів та інших типів рослин. Більшість видів — вічнозелені, деякі — листопадні. Найвідомішим представником роду є фігове дерево (Ficus carica L.) або фіґа, відоме як смоква, або винна ягода, або інжирне дерево. Також відомий Фікус Бенджаміна, що вирощується в кімнатних умовах у якості декоративної рослини. | | |
|            | Інжир (Ficus carica) | або фіга, або смоква (Ficus carica) — субтропічна листопадна рослина роду Фікус (Ficus). У рослини велике лопатеве листя, що опадає на зиму. У кімнатній культурі вона здатна давати плоди, які частіше дозрівають в кінці літа або восени, іноді навесні. Інжир розмножують зимовими (без листя) і літніми (зеленими) живцями. Зимові живці зрізують з одно-дволітніх пагонів і садять рано навесні, до розпускання бруньок, в легку землю. Зелені саджанці садять в кінці весни — на початку літа в пісок і тримають до вкорінення у вологому середовищі під стаканом або іншим скляним укриттям. Улітку тримають на світлих підвіконнях при рясному поливанні, взимку — в прохолодному місці при вельми помірному поливанні, лише б зовсім не пересохла земля. До трирічного віку щорічно навесні, до початку інтенсивного росту, пересаджують в дерново-перегнійний ґрунт. Дорослі рослини пересаджують через два-три роки в широкий посуд, у важчу землю. Супліддя інжиру покриті тонкою шкіркою з дрібними волосками. На верхівці супліддя розміщене вічко, прикрите лусочками. В залежності від сорту, супліддя інжиру мають дуже багату кольорову гамму — від жовтого до чорно-синього кольору. Проте частіше зустрічаються жовто-зелені супліддя. Формою вони нагадують грушу, а розмірами — із волоський горіх або навіть вдвічі більше. Нестиглі супліддя містять їдкий молочний сік, тому вони неїстівні. В супліддях є багато крихітних плодів — що за морфологічним типом є паракарпним горішком, на смак вони помірно-солодкі. Свіжі плоди інжиру мають до 24 % цукру, а сушені — до 37 %. В них є також органічні кислоти, дубильні речовини, білки, жири. Плоди інжиру їдять у свіжому, сушеному, консервованому і переробленому вигляді. Зі свіжих плодів варять варення та джем. Ензим молочного соку фіцин використовують у медицині та харчовій промисловості, а масло — у лакофарбовій промисловості. Декоративна рослина, деревина придатна для токарних робіт. | Інжир широко поширений в країнах Середземномор'я та на Близькому Сході. У Середній Азії, на Кавказі й у Криму це дерево вирощують у відкритому ґрунті як цінну плодову культуру, що дає винні ягоди. Прижився він і на Прикарпатті в івано-франківського садівника, що на присадибній ділянці плекає свої деревця. |

### Порядок: Сапіндоцвіті (Sapindales)

#### Родина: Анакардієві (Anacardiaceae)
| Зображення | Назва | Опис | Поширення |
| ---------- | --- | --- | --- |
|            | Анакардієві (Anacardiaceae) або Сумахові — родина, що включає приблизно 600 видів і 72 родів квіткових рослин, що мають плоди-кістянки. Деякі види виробляють отруйну речовину урушіол. | | |
|            | Кеш'ю (Anacardium occidentale) | Тропічне дерево родини Анакардієві (Anacardiaceae), родом з північно-східної Бразилії (його батьківщина — субтропіки). Його отруйне насіння стає їстівним тільки після обсмажування. Вічнозелене деревце з покрученою сучкуватою кроною, за розмірами трошки менше ніж наша горобина — в помірних широтах України не росте. Дерево висотою до 8 м, розгалужене до самої землі з регулярною кроною. Листя овальне, шкірясте, з короткими черешками. Квіти дрібні, зібрані в гроно, пахучі, зеленувато або жовто-білі. Плід кеш'ю — горіх ниркоподібної форми, розташований на плодоніжці, схожій на грушу. | Дерево родом з північно-східної Бразилії. Зараз також широко культивується в Індії й Африці. |
|            | Манго (Mangifera indica) | Рослина родини Анакардієві (Anacardiaceae) роду Манго (Mangifera). Вічнозелене мангове дерево сягає 45 м у висоту; крона дерева досягає 10 м в обхваті. Нове листя зростає жовтувато-рожевого кольору, проте швидко стає темно-зеленим. Невеликі (кольори від білого до рожевого) квітки після розкриття мають аромат, схожий з ароматом лілій. Зрілі фрукти висять на довгих стеблах і важать до 2-х кг. Цей тропічний фрукт із солодким смаком і нитчастою структурою. Колір шкірки — в червоних, жовтих і зелених тонах, колір м'якушу — жовтий. Є одним з національних символів в Індії й Пакистані. | Раніше ця рослина росла на території між індійським штатом Ассам і державою М'янма у вологих тропічних лісах, але тепер вирощується в багатьох інших країнах: у США, Мексиці, в країнах Південної й Центральної Америки, на Карибських островах, у тропічному поясі Африки (наприклад, у Кенії й Кот-д'Івуар), в багатьох азіатських країнах (Таїланд, Філіппіни), а також в Австралії. У Європі манго культивується головним чином в Іспанії і на Канарських островах. |
|            | Свинячі сливи (Spondias, або Макок) — рід тропічних рослин родини Анакардієві (Anacardiaceae), включає 17 видів, серед яких багато плодових дерев. 10 з 17 видів споживають у їжу. Бутони та плоди солять у Карнатаці, Індія. У Таїланді використовують навіть листя рослини. Від тайської назви Spondias dulcis («Макок») походить назва міста Бангкок. | | |
|            | Момбін жовтий (Spondias mombin) | Високе розлоге дерево, що має 20—30 м заввишки й 1,5 м у поперечнику, вид тропічних рослин роду Свиняча слива родини Анакардієві (Anacardiaceae). Інші назви «ямайська слива», «іспанська тропічна слива», «слива-манго» (в Іспанії), «чорнослив-момбін» (у Франції), амазонські індіанці називають його «плід тапіра», «убос» (в Перу). Листя дуже красиві розміром до 50 см, навіть без плодів рослина виглядає декоративно. Плоди за смаком кислі з ароматом мускусу. У давнину широко вживався стародавнім народом майя. Сьогодні цінується мореплавцями, які вирушаючи в плавання беруть плоди з собою для втамування спраги, плоди дуже соковиті. Також плоди вживають в їжу в тушкованому вигляді з цукром, багато хто використовує їх у свіжому вигляді. Із соку виготовляють різні напої, желе або додають у морозиво. | Поширено від південної Мексики до Бразилії та Перу, островах Карибського басейну, натуралізовано в Африці, Південній Азії (Індії, Бангладеш, Шрі-Ланці), Індонезії, Малайзії й Таїланді. |
|            | Момбін пурпурний (Spondias purpurea) | Вид тропічних рослин роду Свиняча слива родини Анакардієві (Anacardiaceae). Інша назва «мексиканська слива», яку отримало завдяки схожості плодів з плодами сливи (за смаком і структурою). Листопадне невисоке дерево, яке досягає заввишки 15 м. Дерево не дуже розлоге. Листки завдовжки від 12 до 25 см, складні й непарноперисті. Довжина плодів становить від 2,5 до 5 см. Зверху вони вкриті жовтою, фіолетовою, червоною або помаранчевою глянсовою шкіркою. Усередині плоду міститься ароматний кислий м'якуш жовтого кольору, дуже соковитий і за структурою волокнистий. | У дикому вигляді рослина зростає в Центральній Америці, Перу, Бразилії й на островах Карибського моря. Культивується в країнах за місцем свого походження, а також у Венесуелі, на Філіппінах та Нігерії. |
|            | Сумах (Rhus) — чагарники або невеликі дерева, які можуть досягати висоти 1—10 метрів родини Анакардієві (Anacardiaceae). Листки розташовані по спіралі. Квіти в щільних мітелках; кожна квітка дуже маленька, зеленувата, молочно-біла або червона, з п'ятьма пелюстками. Плоди утворюють щільні скупчення червонуватих кістянок. В Україні ростуть: Сумах волосистий або оцтове дерево (Rhus hirta (L.) Sudw. — Rhus typhina Torn.); Сумах дубильний (Rhus coriaria L.) — росте на сухих, кам'янистих схилах, особливо лупаках, цінна чинбарна та фарбувальна рослина, декоративний кущ. Багато видів сумаху культивують як декоративні: Сумах яванський (Rhus javanica L.) та інш. Сумах або Сумак — спеція з мелених ягід одного з видів сумаха червонувато-бордового кольору з кислим смаком. Застосовується в турецькій кухні для заправки салатів, на Кавказі — для маринування шашлику. | | |
|            | Фісташка (Pistacia) — рід невеликих дерев та кущів родини Анакардієві (Anacardiaceae), поширений у природі на Канарських островах, Північно-західній Африці, Південній Європі, Центральній та Східній Азії, Північній Америці (Мексика, південь США). Зазвичай ці рослини досягають 5-15 м заввишки. Листя чергується, перисто-складне, може бути як вічнозеленим, так і листопадним, залежно від виду. Скрізь фісташки ростуть поодиноко, іноді утворюючи рідкостійні фісташкові ліси. Фісташка справжня (Pistacia vera) широко вирощується заради своїх їстівних плодів — фісташок. | | |

#### Родина: Мелієві (Meliaceae)
| Зображення | Назва | Опис | Поширення |
| ---------- | --- | --- | --- |
|            | Мелієві (Meliaceae) — родина порядку Сапіндоцвіті (Sapindales). Складається переважно з тропічних дерев і кущів. Містить 50 родів та 575 видів. Представники родини використовуються у будівництві, медицині, косметиці та кулінарії. | | |
|            | Лонгконг (Lansium parasiticum) | Вид фруктових дерев, рослина родини Мелієві (Meliaceae), яка розповсюджена у Південно-східній Азії. Лонгконг росте у диких умовах у лісах Суматри. Дерево середнього розміру, досягає 30 метрів висоти і 75 сантиметрів у діаметрі. Кора сірого кольору зі світлими та темними плямами. Густий сік має біле забарвлення. Листки — перисто з'єднані. Кожен має по 6–9 листочків на одному довгому черешку. Квітки маленькі, двостатеві, зібрані у великі суцвіття, що звисають прямо зі стовбура чи великих гілок. Плоди круглі, розміром з велику виноградину. Шкірка плодів шорстка. У плоді містяться до 3-ох гіркуватих насінин, що вкриті напівпрозорим білуватим їстівним м'якушем. У Таїланді фрукти з товстою шкіркою називають «лонгконг», тоді як з тонкою «лангсам». У Малайзії та Бірмі зустрічається назва «дуку». У їжу вживають м'якуш плодів лонгконгу. На смак він нагадує суміш винограду та лимону. | Лонгконг росте в диких умовах у лісах Суматри. Як фруктове дерево вирощують по всій Південно-східній Азії, Південній Індії та Філіппінах. |
|            | Сантолі (Sandoricum koetjape) | Рослина родини Мелієві (Meliaceae) — дерево швидко виростає до висоти 15—45 метрів. Складне листя має три еліптичні гладенькі листочки. Фрукт круглий чи овальний, його колір варіюється залежно від сорту. Шкірка і м'якуш їстівні в сирому вигляді. Рослина не переносить холодів, тому поширена виключно у тропіках. З плодів виробляють джеми, сиропи. Перезрілі плоди використовують для бродіння рисового сусла у виготовленні саморобного алкоголю. | Походить ймовірно з Південно-східної Азії. Поширений фрукт у Індії, Малайзії, Індонезії, Філіппінах. Рослина не переносить холодів, тому поширена виключно у тропіках. Погано приживається в Америці. Є поодинокі популяції у Флориді та Центральній Америці. |

#### Родина: Рутові (Rutaceae)
| Зображення | Назва | Опис | Поширення |
| ---------- | --- | --- | --- |
|            | Рутові (Rutaceae) — родина дводольних роздільнопелюсткових рослин порядку Сапіндоцвіті (Sapindales). Більшість із рослин родини — дерева (наприклад, лимонні, апельсинове дерево), чагарники, зрідка трави (наприклад, Рута (Ruta), Ясенець (Dictamnus). Найважливіше для людини значення мають представники роду Цитрус (Citrus) — лимони, апельсини, мандарини та інші види. | | |
|            | Апельсин (Citrus sinensis) | Або Апельсинове дерево — вічнозелене дерево висотою до 7–12 м роду Цитрус (Citrus) родини Рутові (Rutaceae), невідоме в дикому вигляді, та його плоди. Батьківщина — Індія та Південно-Східна Азія. Тепло- та вологолюбна рослина, вирощується в тропіках та субтропіках. Має круглу компактну крону. Листя з округлою основою й загостреною верхівкою. Квіти білі, ароматні, з великою кількістю нектару, запилюються комахами, а в Центральній Америці ще й колібрі. Плоди кулясті або овальні, іноді з зачатковим плодом на верхівці; забарвлення від світло-жовтого до майже червоного; соковиті, кисло-солодкі. До апельсина близький інший вид — померанець (помаранча, помаранч), який також називають кислим або гірким апельсином. | Численні сорти апельсину людина культивує вже понад 4 тисячі років, у Європі — з 15 століття, на Чорноморському узбережжі Кавказу — з 11 століття. Промислова культура апельсина розвинута в Італії, Іспанії, США, Греції та в інших країнах. |
|            | Баель (Aegle marmelos) | Або японський гіркий апельсин, дерев'яне яблуко, матум — єдиний вид роду Баель (Aegle), дерево середніх розмірів. Баель походить з Індії. Складні листя мають по три листка. Плід гладкий, зелений з твердою задерев'янілою шкіркою. Визріває 11 місяців і може досягнути розміру грейпфрута. Шкірка наскільки міцна, що її можна відкрити лише за допомогою мачете. Всередині знаходиться волокнистий жовтий м'якуш з сильним ароматом персика та шипшини. Насіння обгорнуте прозорою клейкою речовиною. З сушених плодів рослини роблять напої, чай матум. На смак нагадує чай з шипшини. Сушені шматки продають в упаковках і на вагу. М'якуш фрукту можна їсти сирим. Він має сильний, ніби хімічний, смак, що схожий на персик. | Дерево широко поширено у Азії. Може вижити при широкому діапазоні температур від -7 до +48 °C. Щоб отримати плоди — необхідний сухий сезон. |
|            | Грейпфрут (Citrus paradisi) | Субтропічне вічнозелене дерево роду Цитрус (Citrus) родини Рутові (Rutaceae), а також його плід, що досягає 30—40 см. Грейпфрут вважають природною гібридизацією помело та апельсин, який теж, у свою чергу, є давнішою гібридною культурою між помело та мандарином. Назва «грейпфрут» перекладається з англійської мови — «виноградний плід». Своєю назвою грейпфрут зобов'язаний особливості росту плодів, які часто на гілках збираються в кетяги, що формою нагадують гігантські виноградини. Латинська назва грейпфрута ще цікавіша: лат. citrus paradisi або «райський цитрус». Нині є приблизно 20 сортів грейпфрута, які за кольором м'якуша діляться на 3 основні групи: білі, рожеві й червоні. | Після 1880 року почалося швидке зростання промислового виробництва цієї культури в США, а потім у країнах Карибського басейну, Бразилії, Ізраїлі та ПАР). У XX столітті грейпфрут зайняв провідне місце на світовому фруктовому ринку. |
|            | Лайм (Citrus aurantiifolia) | Вид фруктових дерев роду Цитрус (Citrus) родини Рутові (Rutaceae), що походять з Індії, генетично схожий з лимоном. Назва походить від перського لیمو (ліму). Невелике дерево або кущ висотою від 1,5 до 5,0 м. Крона густа, гілки покриті короткими колючками. Суцвіття пазушні, з 1–7 квітками, цвітіння ремонтантне; плоди невеликі — 3,5–6 см у діаметрі, яйцеподібні, м'якуш зеленуватий, соковитий, дуже кислий, має приємний духмяний аромат. Шкірка зелена, жовтувато-зелена або жовта, при повній зрілості дуже тонка. | Батьківщиною культурного лайма вважається півострів Малакка. Уперше промислова культура лайма виникла в 70-х роках XIX століття на острові Монтсеррат (з Малих Антильських островів). Мільйони дерев лайма обробляють в Індії, Шрі-Ланці, Індонезії, М'янмі, Бразилії, Венесуелі, у країнах Західної Африки. На міжнародний ринок лайм надходить в основному з Мексики, Єгипту, Індії, з Куби й Антильських островів. |
|            | Лимон (Cítrus límon) | Цитри́на або лимо́нне де́рево) — найімовірніше гібрид фруктових дерев роду Цитрус (Citrus) родини Рутові (Rutaceae). Вважається що генетично лимон є гібридом між померанцем та цитроном. Харчова, ароматична, декоративна культура. Плоди використовуються для кулінарних цілей, передусім сік та цедра використовуються в кулінарії та приготуванні кондитерських виробів. Лимонний сік містить від 5 % до 6 % лимонної кислоти, яка дає лимону кислий смак, і рН 2–3. Є багато напоїв та цукерок з лимонним ароматом, у тому числі лимонад. Характерний кислий смак лимонного соку робить його ключовим інгредієнтом багатьох страв по всьому світу. Плоди мають темно-зелений колір від зав'язків до того часу, поки вони не досягнуть повного розміру й остаточно дозріють. Після цього зміна їхнього кольору може відбуватися дуже швидко. | Як стверджує швейцарський ботанік Декандоль, батьківщиною лимона є Індія, де він росте в дикому стані в гірських місцевостях біля підніжжя Гімалаїв. Звідти у давнину лимон потрапив у Месопотамію, де акліматизувався. В Італію лимон завезли в IV ст. до н. е., коли Палладій вивіз його з Мідії, але широкого застосування він у ті часи не набув. Цю рослину також використовували як декоративну в ранніх ісламських садах. Лимон був широко розповсюджений по всьому арабському світу й у Середземномор'ї між 1000 р. 1150 р. н. е. Араби завезли лимон у Х сторіччі в Палестину, а вже звідти хрестоносці вдруге завезли цю рослину в Італію, зокрема на о. Сицилію. Перші спроби масового вирощування лимона в Європі зафіксовані в Генуї в середині 15 сторіччя. Пізніше він був впроваджений в Америці в 1493 році, коли Христофор Колумб привіз насіння лимона на Гаїті під час його плавання. Іспанське завоювання по всьому Новому Світу сприяло поширенню лимонних дерев. В основному лимон використовувався в декоруванні та медицині. У 18 та 19 століттях лимони все частіше вирощують у Флориді та Каліфорнії, коли лимони стали використовуватися в кулінарії та як смакові добавки. |
|            | Мандарин (Citrus reticulata) | Мандарин — невеличке вічнозелене дерево з розлогою кроною, висота якого зазвичай не перевищує 2—3 м, старі особини можуть сягати 5 м заввишки, багаторічна рослина роду Цитрус (Citrus) родини Рутові (Rutaceae). Тривалість життя одного листка складає 2–4 роки. Стовбур прямий, вкритий сірою корою, молоді пагони зелені. На гілках розташовані невеликі поодинокі колючки. Плід — померанець (гесперидій) завширшки 5–6 см. Зовні він вкритий порівняно тонкою (в порівнянні з іншими цитрусами), гладкою, лискучою шкірочкою, колір якої в недозрілих плодів спочатку темно-зелений, а потім у різних сортів може набувати відтінків від жовто- до червоно-помаранчевого. Шкірка мандаринів містить величезну купу залозок, добре помітних навіть неозброєним оком. Латинська видова назва reticulata перекладається як «сітчастий», що вказує на характерне розташування волокон, що вистилають внутрішній бік шкірки цього фрукту. Поширена цитрусова культура, що також використовується як лікарська, ефіроолійна та декоративна. Набула значної популярності завдяки своїм плодам, які також називають мандаринами. Крім того слід зазначити, що назва цих фруктів поширюється й на плоди близьких видів та міжвидових гібридів. | Первинний ареал мандарина — південь Китаю, звідки він розповсюдився на прилеглі райони Південно-Східної Азії. Наразі відомі лише культурні рослини цього виду, первісні дикорослі популяції втрачені. Мандарин було завезено до Європи ще на початку XIX століття. Промислові плантації мандаринів зосереджені окрім Китаю в Японії, Південній Кореї, Індії, Іспанії, Алжирі, Бразилії, Туреччині, Грузії, південних регіонах Франції. Найкращі сорти мандаринів виведені в Іспанії. |
|            | Помело (Citrus maxima) | Поме́ло, інколи помпе́льмус або ше́ддок (Citrus maxima або Citrus grandis) — вічнозелена рослина, вид фруктових дерев роду Цитрус (Citrus) родини Рутові (Rutaceae) та його плід, блідо-зеленого або жовтого кольорів, за розміром більший за грейпфрут. Вага плоду, солодкого за смаком, може сягати кількох кілограмів, діаметр — до 30 сантиметрів. Вважаються придатними для вживання в їжу не тільки дольки, а й м'якуш та шкірку, яка не така гірка як у інших цитрусових. Від грейпфрута помело відрізняється більшими волокнами й дуже солодким смаком. | Батьківщиною помело вважається Малайський архіпелаг на південному сході Азії. У дикому вигляді зростає на річкових берегах Тонги, Фіджі й Гаваях. Крім того, активно вирощується в південному Китаї, Таїланді, Тайвані, Бангладеш, на півдні Японії, у В'єтнамі, Індії, Індонезії, М'янмі, Новій Гвінеї та на островах Таїті. Сортові рослини помело культивуються також в Ізраїлі та на Середземномор'ї, у країнах Карибського басейну та в Південній Африці, у США — в Аризоні, Каліфорнії, Флориді та Техасі. |
|            | Цитрон (Citrus medica) | Кущ або дерево 3 м заввишки, вид вічнозелених рослин роду Цитрус (Citrus) родини Рутові (Rutaceae). Інша назва «цедрат». У Китаї його називають «фу шоу», тобто «рука Будди». Один з Трьох благословенних плодів поряд з персиком і гранатом. Має найбільші з усіх цитрусових плоди з шишкуватою горбистою поверхнею (народна назва «шішкан»). Їхня довжина становить 12—40 см, діаметр — 8—28 см. Форма плодів довгаста, нагадує грону бананів, поверхня ребриста, шкірка товста (2,5—5 см), жовта наче лимон, іноді помаранчевого кольору з кислою або кисло-солодкою, трохи гіркуватим мало соковитим м'якушем. Плоди містять багато насіння, на кінчику є невеликий сосочок. Зазвичай плоди важать приблизно 500 г, але іноді бувають і понад 1 кг. Сік кислуватий, дуже ароматний. Шкірочка середньої товщини, гладенька, злегка горбиста, дуже товста й ароматна. У свіжому вигляді шкірка цитрону йде в їжу як ароматна приправа до різних страв, особливо до круп'яних. З неї також варять варення, мармелад, цукати, готують маринади. | У давнину цитрон широко обробляли в Західній Індії, Західній Азії та країнах Середземномор'я. Він першим із цитрусових задовго до нашої ери потрапив у Європу. Тепер його також вирощують у багатьох країнах, але на невеликих площах, бо дерева сильно обмерзають при температурі -3, -4 °C і не мають широкого застосування в харчовій галузі. |

#### Родина: Сапіндові (Sapindaceae)
| Зображення | Назва | Опис | Поширення |
| ---------- | --- | --- | --- |
|            | Сапіндові (Sapindaceae) — родина квіткових рослин порядку Сапіндоцвіті (Sapindales). Містить приблизно 140—150 родів і 1400—2000 видів, що поширені в помірному і тропічному поясах, серед яких клен, гіркокаштан, рамбутан та ліджи. Роди переважно помірних широт, раніше поділені між родинами Кленові (Aceraceae) (Acer, Dipteronia) і Гіркокаштанові (Hippocastanaceae) (Aesculus, Billia, Handeliodendron), були включені до родини Sapindaceae за системою APG. Останні дослідження підтверджують віднесення цих таксонів до Sapindaceae. | | |
|            | Ліджи (Lítchi chinénsis) | Плодове вічнозелене висотою 10—30 метрів (зазвичай до 15 метрів) дерево родини Сапіндові, з розкидистою кроною. Листки складні, парноперисті (рідше бувають непарноперистими), складаються з 4—8 листочків витягнуто-яйцеподібної або ланцетоподібної форми з загостреним кінцем. Плоди (принасінники) лічі невеликі, овальні, завдовжки 2,5—4 см. Їхня шкірка червоного кольору, покрита численними загостреними горбками. Світлий желеподібний м'якуш легко відділяється від шкірки, має солодкий смак з невеликим винним відтінком. За смаком лічі нагадує виноград. У субтропіках врожай збирають у травні-червні. Супліддя зривають цілком, оскільки плоди, зібрані окремо, швидко псуються. Плоди ліджи використовують у їжу в свіжому вигляді, готують з них різні солодкі страви (желе, морозиво та ін.) Консервовані з цукром плоди без шкірки й кісточок експортуються до багатьох країн. Плоди використовуються навіть для виробництва традиційного китайського пива. Плоди ліджи споживають під час Фестивалів собачого м'яса. Плоди інколи сушать повністю, шкірка при цьому стає твердою, а всередині вільно перекочується сухий м'якуш із кісточкою. Такі сушені плоди називають горіхом ліджи. | Ліджи добре ростуть у субтропічному кліматі з сухими, дещо прохолодними зимами, у вологішому екваторіальному кліматі не плодоносять. Віддають перевагу добре зволоженому родючому ґрунту. Розмножують їх сіянцями або вегетативно. Росте дерево повільно, плодоношення настає у сіянців на 8–10 рік, при вегетативному розмноженні через 4–6 років. |
|            | Рамбутан (Nephelium lappaceum) | Також Нефеліум — вічнозелене тропічне дерево, висотою 12—20 метрів родини Сапіндові родом з Південно-Східної Азії та його плід. Листки парноперисті, 10—30 см у довжину, з 3—11 листочків. Квітки дрібні, 2,5—5 мм, зібрані в суцвіття. Рослини можуть бути як дводомними так і однодомними. Плід овальний чи округлий, 3—6 см у довжину та 3—4 см у ширину. Плоди достигають у китицях по 10—20 разом. Шкіряста оболонка червонувата (зрідка жовта або жовтогаряча), вкрита м'якими м'ясистими волосками (звідси й назва від малайського слова «рамбут» — волосся). М'якуш плоду напівпрозорий, білий або злегка рожевий, солодкий з легким кислуватим присмаком, трохи нагадує виноград. Насінина одна, світло-коричнева, 1—1,3 см у довжину, за консистенцією схожа на горіх. Неїстівна в сирому вигляді, але вживається в їжу після кулінарної обробки. Плоди солодкі, застосовуються в малайській, індонезійській, тайській кухні. Вживається у їжу сирим, консервованим. Перероблюється у джеми, желе. | Батьківщина рамбутану — Малайзійський архіпелаг. Вирощується у Південно-Східній Азії, Африці, країнах Карибського басейну, на Гаваях, в Австралії. |

## Клада Евдикоти: Айстериди (Asterids)

### Порядок Вересоцвіті (Ericales)

#### Родина Ебенові (Ebenaceae)
| Зображення | Назва | Опис | Поширення |
| ---------- | --- | --- | --- |
|            | Ебенові (лат. Ebenaceae) — родина дводольних рослин, що входить в порядок Вересоцвіті. Охоплює три роди і близько 770 видів дерев і чагарників. Назву родини утворено від назви роду Ебенус (Ebenus), яке вважається синонімом дійсної назви роду хурма (Diospyros). Латинська назва роду, Diospyros, має грецьке походження й може бути витлумачена як «їжа богів», інше значення — «божественний вогонь». Хурма́ (Diospyros) — рід теплолюбних рослин родини Ебенові. Характерний для тропіків, лише кілька видів походять з помірного поясу. В роді налічується близько 400—500 видів листопадних або вічнозелених дерев і кущів широко поширених в багатьох країнах Євразії, Америки, в Австралії й навіть на півдні України. Усього за деякими даними налічується понад 500 різновидів хурми. А до найвідоміших в наших краях відносять терпку кавказьку, не терпку японську і солодку шоколадну, відомішу як корольок. За формою нагадує яблуню, а її оранжеві чи червоні плоди здалека здаються апельсинами. | | |
|            | Хурма́ східна (Diospyros kaki) | Інші назви рослини українською мовою — хурма китайська або хурма японська — вид багаторічних дерев роду хурма родини Ебенові (лат. Ebenaceae), що походить з Азії. Дерево, що сягає висоти до 10 метрів (відомі випадки досягнення висоти 12 м). З вигляду рослина схожа на яблуню. Листки чергові, яйцеподібно-довгасті, темно-зелені, знизу бліді, широколанцетні. Восени набувають червоного забарвлення. Квіти в пазухах листків — поодинокі або по кілька, на коротких ніжках. Чашечка чотирилопатева. Віночок чотирилопатевий, дзвоникуватий, темно-червоний. Чоловічі квіти мають 16 тичинок; жіночі 4 — 8 стамінодій, зав'язь верхня, звичайно 8-гніздна, з однією сім'ябрунькою в кожному гнізді. Хурма східна цвіте з травня по червень. Культивується як плодова рослина у всьому світі, відома велика кількість сортів. Популярні сорти хурми об'єднуються в групу сортів, відому в Україні під назвою «корольок». Також популярний різновид хурми східної «шарон», який називається так за назвою долини Шарон в Ізраїлі. «Шарон» не містить насіння і має м'якший смак, бо містить мало таніну. Загалом «шарон» — це не окремий різновид, а радше комерційна назва звичайної хурми, до якої було застосовано хімічне дозрівання: у присутності спирту або окису вуглецю танін в плодах зв'язується в нерозчинну форму. Плід — буро-жовта, м'ясиста ягода розміром з яблуко, плід їстівний, солодкий, помаранчевий, формою схожий на помідор. Кулястий або овальний плід може мати масу до 500 грамів. Гладка, блискуча та тонка шкірка має колір від жовтого до червоно-оранжевого. Дещо світліший м'якуш плоду може містити до 8 насінин і має терпкий смак. При дозріванні плід стає м'яким. | У Китаї хурма східна є однією з найдавніших культурних рослин (культивується вже протягом приблизно 2000 років). В Японії культивується з 1850 року. Останнім часом вирощується також у країнах Середземномор'я (наприклад, в Іспанії та Ізраїлі), в Південній Африці й США. У Середній Азії та на Кавказі хурму східну стали вирощувати практично скрізь, де раніше вирощувалася хурма кавказька, оскільки хурма східна має велику врожайність та більші плоди, що містять багато таніну (хоча через в'яжучі властивості таніну плоди хурми східної суттєво поступаються кавказькій хурмі за смаком). Хурма східна культивується в 10 країнах світу, причому 90 % вирощується в Китаї, Японії та Кореї. В Східній Азії основний час збирання врожаю — жовтень та листопад. Дерева втрачають тоді вже все листя. В Україні хурма на підщепі сорту Віргінська може вирощуватись у відкритому ґрунті, але це досить ризиковано. |

### Порядок Губоцвіті (Lamiales)

#### Родина Маслинові (Oleaceae)
| Зображення | Назва                                                     | Опис | Поширення |
| ---------- | --------------------------------------------------------- | --- | --- |
|            | Масли́на, або оли́ва (Olea) — рід рослин родини маслинових. | | |
|            | Маслина європейська (Olea europaea)                       | Інші назви: оливне дерево, олива звичайна — невелике вічнозелене субтропічне дерево родини маслинових (Oleaceae). Походить з прибережних районів Середземномор'я, зокрема Лівану і Сирії, Малої Азії та північного Ірану. Плід цього дерева, маслина (плід), є поширеним харчовим продуктом Середземноморського регіону, зокрема джерелом маслинової олії. | Культурні сорти маслини європейської вирощують у всіх середземноморських країнах, в Україні, на Чорноморському узбережжі Росії (в районі Геленджика, Туапсе і Сочі), в Грузії, Азербайджані, Туркменістані, Іраку, Ірані, Пакистані та північній Індії. У 1560 році була завезена в Америку, де вирощується переважно в Перу й Аргентині. Вперше її почали культивувати в Греції, де й досі вирощують у великих кількостях. В Україні маслину вирощують в Криму, при цьому вона може рости не тільки на південному березі, але й на решті території півострова. Розведенням маслин в Криму почали займатися з давніх часів. І в наш час можна зустріти окремі дерева-патріархи, котрим виповнилось 400—500 років. Зустрічаються також групові насадження у вигляді невеликих гаїв. В Державному Нікітському ботанічному саду УААН росте найстаріша маслина в Україні, котрій, за підрахунками, до 2000 років. |

### Порядок Дереноцвіті (Cornales)

#### Родина Деренові (Cornaceae)
| Зображення | Назва | Опис | Поширення |
| ---------- | --- | --- | --- |
|            | Дере́н (Cornus) — рід багаторічних рослин родини Деренових, об'єднує близько 50 видів. Переважно це листопадні рослини — дерева або чагарники чи кущі, рідко напівкущі з багаторічними дерев'янистими повзучими стеблами. Деякі види — трав'янисті рослини. Листорозміщення супротивне чи почергове. Листки прості, цілокраї. Квітки двостатеві, іноді роздільностатеві, правильні, зонтикоподібні, головчасті чи віникоподібні. Пелюсток 4 чи 5, тичинок 4-5, зав'язь нижня. Плід — кістянка чи ягода, звичайно м'ясиста. | | |
|            | Дере́н справжній (Cornus mas L.) | або звичайний, також кизил справжній, місцеві назви — кизиль, роговик, дерен червоний, деренка, кизильчак, когутики, терник, шон. Високий (2—5 м) кущ родини деренових або невелике деревце з круглою кроною. Молоді пагони зеленувато-сірі, а старі вкриті сірою тріщинуватою корою. Листки супротивні від яйцеподібних до ланцетних (6—10 см завдовжки), зелені, цілокраї, сидять на коротких черешках, вкритих, як і пластинка, притиснутими волосками. Квітки дрібні (до 10 мм у діаметрі), золотисто-жовті, зібрані в зонтикоподібні суцвіття. У кожному суцвітті 5—9 квіток, оточених спільною чотирилистою обгорткою. Квітка 4—5-членна, двостатева, тичинок 4—5, маточка одна, зав'язь нижня. Плід темно-червона (жовта або рожева) соковита кістянка (12—30 мм завдовжки), овальна або грушоподібна. Кісточка тверда, веретеноподібна, майже гладенька. Відрізняється зимостійкістю, невибагливістю до умов вирощування. Розмножують насінням, відведеннями, зеленими живцями, очкуванням. | Теплолюбна, тіньовитривала рослина. Трапляється у підліску листяних і мішаних лісів. Зацвітає до розпускання листків у березні — квітні, плоди достигають у серпні — вересні. Поширений у південно-західній частині Правобережжя, в Карпатах, Закарпатті, в Криму. Райони заготівель — Вінницька, Тернопільська, Хмельницька області, південні райони Кіровоградської, Одеської, Черкаської областей. Часом утворює суцільні зарості. Ботанічним садом АН УРСР були отримані цінні форми кизилу, перспективні для промислової культури (9-11, 9-15-1, 171, 422, 525 та інші). |

## Клада Магноліїди (Magnoliids)

### Порядок Лавроцвіті (Laurales)

#### Родина Лаврові (Lauraceae)
| Зображення | Назва | Опис | Поширення |
| ---------- | --- | --- | --- |
|            | Персея (Persea) — рід з близько 100 видів вічнозелених дерев та кущів родини лаврових. Наукова назва роду походить від імені давньогрецького героя напівміфічного царя Аргоса і Мікен XV ст. до н. е. Персея. Найвідоміший представник — авокадо (Persea americana), що утворює популярні їстівні плоди. | | |
|            | Авокадо (Persea americana) | або алігаторова груша — вічнозелене дерево родини лаврових. Культивувалися з VII—VIII ст. н. е. Плоди їстівні, смачні, грушоподібні ягоди, з кісточкою всередині. Колір плодів темно-зелений або темно-брунатний. Довжина — 10–15 см. Середня маса плоду — 300—600 г. М'якуш багатий на жири. Сировина для виготовлення косметичних кремів. Часто мажуть на хліб або роблять мексиканську страву Гуакамоле (суміш перетертого авокадо, помідорів, перцю), котру використовують як пасту на хліб або для вмочування. Народи Східної Азії споживають як десерт або як фрукти. | Походить із Центральної Америки. Вирощують в зоні тропіків у багатьох тропічних і субтропічних районах (США, Бразилія, Африка, Ізраїль). Урожай: 150—200 кг плодів із дерева. Є більш як 400 сортів авокадо. В Європі авокадо можна купити протягом всього року, головним постачальником до Європи є Мексика. Виробництво авокадо у світі в 2014 році досягло 5,03 млн тонн (за даними FAOSTAT, ООН) |

### Порядок Магнолієцвіті (Magnoliales)

#### Родина Аннонові (Annonaceae)
| Зображення | Назва | Опис | Поширення |
| ---------- | --- | --- | --- |
|            | Азиміна (Asimina) — рід рослин родини Annonaceae налічує близько 10 видів. Папая родом зі Сходу, Півдня і Середнього Заходу США, її природний ареал досягає кордонів Онтаріо та Нью-Йорка, Флориди й Техасу. | | |
|            | Папа́я (Asimina triloba) | Наукова назва роду Asimina triloba взята з індіанської назви assimin через французьку asiminier, епітет triloba відноситься до квітів («трилопатеві» чашечки), також відома під назвами азимі́на трилопате́ва, або гірськи́й бана́н — вид дводольних квіткових рослин із роду Азиміна родини Аннонові. Вид має багато народних назв: «лапа-лапа», «динне дерево», «дикий банан», «банан прерії», «Канзас-банан», «Кентуккі-банан», «Мічиган-банан», «Міссурі-банан», «банан бідняка». Листопадне дерево або чагарник висотою до 15 м, зазвичай 4—5 м. Молоді пагони густо опушені; однорічні — голі, оливково-коричневі, блискучі; дворічні — сірі, з помітними сочевичками. Бруньки коричнево-червоні, шерстисті. Листки обернено-довгасто-яйцеподібне, довжиною 12—30 см, шириною 4,5—12 см, на вершині коротко загострені, що поступово звужуються до черешка, цілокраї, шкірясті, з частими просвічуваними точковими залозками, знизу в молодості з червонувато-коричневим опушенням, пізніше сильно оголюються, світло- або сіро-зелені. Черешки довжиною 0,8—1,2 см. В середині осені вони жовтіють і опадають, нове листя з'являються в кінці квітня, коли рослина вже відцвітає. Плоди довжиною 5—16 см, шириною 3—7 см, важать від 20 до 500 г, по 2—8 плодів на одній плодоніжці, зазвичай довгасті, циліндричні або округлі, зазвичай дещо криві, незграбні. Шкірка у плодів тонка, напівпрозора, але легко зчищається. Колір у міру дозрівання змінюється від зеленого до лимонно-жовтого, а після перших заморозків стає коричневим або чорним. М'якуш стиглого плоду м'який, білувато-жовтий або помаранчево-жовтий, з нудотно солодким смаком і приємним ананасово-суничним ароматом. Вона багата фруктозою і сахарозою, а також мікроелементами. Смаком зріла азиміна трохи нагадує банан і манго. | Єдиний вид цієї родині, який може зростати та давати плоди за межами тропічного клімату. У природі ареал виду охоплює Північну Америку — від південної частини Онтаріо (Канада) до Флориди. На заході його ареал доходить до південно-східної Небраски й Техасу. Азиміна була завезена в Іспанію, Францію, Італію, Японію і ряд інших країн. Asimina triloba в природних умовах росте на пухких, вологих ґрунтах в лісистих місцевостях, по берегах річок, часто утворюючи густі зарості. Оптимальний клімат: вологе та прохолодне літо, від прохолодної до холодної зими, з мінімумом 810 мм дощу на рік, коли опади рівномірно розподілені протягом року. Добре росте в межах зони 5 (-26 °C) і зони 8 (-9 °C). |
|            | Анно́на (Annona) — другий за числом видів рід рослин родини аннонових (Annonaceae), що містить близько 110 видів, поширених в Неотропічній та Афротропічній екозонах. Назва рослини проходить з мови таїно. Палеоботанічні дослідження показують, що культивування аннони в районі річки Яутепек на території сучасної Мексики почалося близько 1000 року до н. е. Зараз для використання людиною сім видів аннон вирощують у сільському господарстві, до яких також належать такі рослини як азиміна, іланг-іланг і сметанне яблуко та один міжвидовий гібрид цієї рослини Атемоя — схрещені Annona squamosa та Annona cherimola, перш за все завдяки їстівним плодам. Багато видів також використовуються в традиційній медицині як засіб від цілого ряду хвороб, зокрема через високий вміст біологічно активних ацетогенінів. | | |
|            | Соу-сеп (Annona muricata) | також саусеп, сметанне яблуко — вічнозелене дерево із широким зеленим листям. Фрукти досягають комерційної зрілості при рості до 20—30 см в діаметрі, зеленого кольору, масою до 2,5 кг. Всередині біла м'якоть і чорне насіння. М'якоть використовують у виробництві морозива, шербетів та кремів, сиропів, цукерок, тортів, желе і варення. Смак можна порівняти із смаком суниць та ананасу змішаних разом в соку. Соу-сеп частіше вживають у вигляді соку, ніж сам плід. Наявні дослідження, які вказують на можливий вплив антоціанів, які знаходяться в кісточках рослини, на розвиток нейродегенеративних захворювань в тому числі і хвороби Паркінсона. Проте цей ефект не до кінця доведений і потрібні наступні дослідження. | Соу-сеп пристосований до клімату із високою вологістю і теплими зимами, температури нижче 5 °C викликають опадання листя, а температура нижче 3 °C може бути фатальною. Росте на Карибах, в Центральній і Південній Америці, від півночі Бразилії до Вест-Індії. Поза зоною свого природного росту, існує обмежене виробництво, але не північніше півдня Флориди. Також вирощується в південно-східній Азії. |
|            | Цукрове яблуко (Annóna squamósa) | або аннона луската — плодове дерево або кущ, вид роду Аннона (Annona) родини Аннонових (Annonaceae), висотою від 3 до 6 м, має відкриту крону і гілки зигзагоподібної форми. Листя дворядні, розташовані на коротких опушених черешках, мають довгасту форму, 5—15 см завдовжки і 2—5 см завширшки, ароматні при розтиранні. Цукрове яблуко цвіте навесні або на початку літа. Цвіт ароматний, довгастої форми, 2,5—3,8 см завдовжки, розташовується уздовж гілок по одній квітці або в групах по 2—4 квітки. Цвіт має три м'ясисті зовнішні пелюстки (жовто-зеленого кольору зовні і блідо-жовтого кольору всередині з пурпуровою або темно-червоною плямою в основі) і три маленькі внутрішні пелюстки. Цвіт ніколи повністю не розкривається. Плід цукрового яблука має складну структуру, круглу форму і досягає 10 сантиметрів в довжину. Шкірка плоду товста, блідо-зеленого, сіро-зеленого або блакитнувато-зеленого кольору і містить опуклі сегменти. М'якуш усередині плода складається з великої кількості блискучих, запашних, соковитих, солодких сегментів кремової консистенції з чудовим смаком. Кожен сегмент містить одну подовжену чорну або темно-коричневу насінину. Плід може включати 20—38 насінин. М'якуш стиглих плодів цукрового яблука їстівний. Перед вживанням груба шкірка плоду зазвичай знімається, після чого сегменти м'якуша вживають у їжу, а зернята випльовують. М'якуш також використовується для виготовлення десертів і холодних напоїв. | Точне походження цукрового яблука достеменно невідоме. Тепер цукрове яблуко широко культивується в Південній і Центральній Америці, на Антильських островах, в Індії, Індонезії, на півдні Китаю, на Філіппінах, в Африці, Австралії та Полінезії. На Ямайці, в Індії, Пуерто-Рико, Барбадосі і в сухих районах на півночі Квінсленда в Австралії цукрове яблуко зустрічається в дикому вигляді на пасовищах, в лісах і вздовж доріг. |
|            | Черімоя (Annona cherimola) | або шерімоя — тропічна рослина родини аннонових (Annonaceae). Походить первісно з Андських полонин Перу, Еквадору, Колумбії та Болівії. Хоча рослина опинилась у Чилі вже згодом, звідти її плодів вивозять найбільше, ніж звідкись у тій околиці. Плід складний, трохи довгастий, 10 — 20 см завдовжки та 7 — 10 см у попереку, має гладку зелену шкурку. М'якуш білий, дуже солодкий, уряснений чорними камінцями. | У Північній півкулі черімою вирощують у Середземномор'ї (Іспанії й Ізраїлі) та в Китаї. |

#### Родина Мускатникові (Myristicaceae)
| Зображення | Назва                 | Опис | Поширення |
| ---------- | --------------------- | --- | --- |
|            | Мускатник (Myristica) | також мускат, мускатний горіх, мускатне дерево — рід вічнозелених дводомних дерев родини мускатникових. Налічує понад 100—120 видів. Дерево, 9—12 метрів заввишки, з м'ясистими листками та світло-жовтими ароматними квітами, які зібрані в зонтичні китиці. Плоди завдовжки 6—9 см, жовтого кольору, з м'ясистим навколоплідником, в якому знаходиться велика насінина з гіллястим червонуватим присімянником. Найпоширеніша пряність — мускатник духмяний (лат. Myristica fragrans). Насіння мускатника, або мускатний горіх, та висушений присім'янник (маціс) — має пекучо-пряний присмак та своєрідний аромат. Основна складова мускатного горіха — ефірна олія, білок та крохмаль. Він містить від 7 до 15 % ефірної олії, яка складається із різноманітних терпенів, а також містить 3-4 % мірістицину, елеміцин та інші. Мускатний горіх і мускатний цвіт одержують із плодів мускатного дерева, яке культивується переважно в Індонезії, Малайзії і на деяких островах. Плоди при повному дозріванні тріскаються і виділяють насіння, не повністю покрите тонкою м'ясистою оболонкою (аріллусом) і твердою, дерев'янистою оболонкою (шкарлупою). З аріллуса одержують прянощі під назвою мускатний цвіт, а з самого насіння — мускатний горіх. Мускатний горіх використовується в кулінарії та харчовій промисловості, а також для отримання ефірної олії, яка застосовується в медицині, парфумерії, аромотерапії та для ферментації тютюну. Мускатні ефірні олії отримують методом парової відгонки з очищених горіхів. Ці ефірні олії використовуються в харчовій промисловості, парфумерії, медицині й ароматерапії. | Батьківщина — Моллуккські острови, вирощують в тропіках обох півкуль. Одним з головних центрів вирощування мускатного горіха був острів Рун. |

## Хвороби
Плодові дерева також страждають від ураження коренів грибами. Симптоми хвороби бувають ті ж, що й у трав'янистих рослин — ослаблення приросту, пониклість, хлоротичність (хлороз рослин), засихання й опадання листя. Коріння темніє, місцями некротизуєтся. Нерідко збудники з коренів проникають у стовбури дерев, завдаючи серцевинні гнилі.